# Eospalax fontanierii
Eospalax fontanierii este o specie de rozătoare din familia Spalacidae. Se găsește doar în China. Henri Milne-Edwards a descris-o pentru prima oară în anul 1867. Uniunea Internațională pentru Conservarea Naturii a clasificat-o ca fiind o specie neamenințată cu dispariția.

## Taxonomie
Eospalax fontanierii a fost anterior plasată în genul Myospalax.

## Descriere
Eospalax fontanierii are o lungime a corpului (inclusiv capul) de 155–245 mm, iar a cozii de 40–62 mm. Greutatea sa variază între 150 și 620 g, dar în medie un adult are greutatea de 256,76 g, iar un nou-născut de 9,02 g. Pe frunte are o pată albă. Blana de pe partea dorsală are culoarea ruginie-închisă, iar firele de păr au baza neagră-cenușie. Pe partea ventrală blana are culoarea neagră-cenușie, iar firele de păr au vârful roșcat. Coada are puține fire de păr. Craniul este lat și plat.

## Răspândire și habitat
Eospalax fontanierii se găsește doar în China. Arealul său cuprinde provinciile Gansu, Qinghai, Ningxia, Shaanxi, Sichuan, Shanxi, Hebei, Henan, Shandong, Mongolia Interioară și Beijing. Habitatul este alcătuit din zone cu arbuști, pajiști alpine, pajiști de stepă, terenuri agricole etc. În stepa tibetană își împarte arealul cu alte specii de mamifere, precum Ochotona curzoniae și specii din genul Microtus.

## Ecologie
Eospalax fontanierii trăiește într-o vizuină pe care o construiește. Vizuina conține camere de depozitat hrană. Este vânată de alte specii, iar dieta sa este compusă din materie vegetală.

## Stare de conservare
E. fontanierii este răspândită foarte larg, nu au fost identificate amenințări deosebite pentru aceasta și arealul său cuprinde arii protejate. Nu se știe dacă populația sa este în creștere sau în scădere și este improbabil ca aceasta să scadă într-un ritm suficient de rapid pentru a se justifica includerea speciei într-o categorie amenințată. Populația sa din Qinghai a fost redusă în anii 1990, fiind considerată dăunătoare. Uniunea Internațională pentru Conservarea Naturii a clasificat-o ca fiind o specie neamenințată cu dispariția.